# Les Givrés
Les Givrés est un film français réalisé par Alain Jaspard, sorti en 1979.

## Fiche technique
- Titre : Les Givrés
- Réalisation : Alain Jaspard
- Scénario : Janine Boissard, Albert Kantof
- Photographie : Claude Beausoleil
- Son : Gérard Barra
- Montage : Francine Sandberg
- Pays d'origine :  France
- Genre : Comédie
- Durée : 90 minutes
- Date de sortie : 28 mars 1979

## Distribution
- Sophie Daumier
- Charles Gérard
- Dora Doll
- Henri Guybet
- Bernard Haller
- Georges Claisse
- Jean Amadou
- Catherine Serre
- Nathalie Roussel
- Richard Constantini
- Malène Sveinbjornsson